# Aubrieta columnae
Espèce
Aubrieta columnae est une espèce de plantes à fleurs de la famille des Brassicacées.